# D'où viens-tu Johnny ?
Pour le film, voir D'où viens-tu Johnny ? (film).
Albums de Johnny Hallyday
Da dou ron ron (33 tours 25cm)
(1963) Les guitares jouent (33 tours 25cm)
(1964)
Singles
1. Pour moi la vie va commencer, Rien n'a changé
Sortie : octobre 1963
2. Ma guitare, À plein cœur
Sortie : octobre 1963

D’où viens-tu Johnny ? est le neuvième 33 tours 25 cm (le sixième chez Philips) de Johnny Hallyday, sorti en octobre 1963.

## Histoire
Ce 33 tours 25 cm propose la bande originale du film homonyme de Noël Howard, dont Eddie Vartan, Johnny Hallyday, Jean-Jacques Debout et Ray Ventura signent la (les) musique(s). C'est le premier film avec Johnny Hallyday en vedette ; le chanteur partage l'affiche avec Sylvie Vartan, Fernand Sardou et André Pousse (notamment).
Johnny Hallyday interprète quatre chansons : Pour moi la vie va commencer, Ma guitare, Rien n'a changé et À plein cœur.
Si le vinyle propose une version solo de À plein cœur, dans le film, la chanson est interprétée  en duo avec Sylvie Vartan. cette version est demeurée inédite sur support audio durant 51 ans. En 2014, une réédition en CD, distribuée de façon très confidentielle, de l'album D'où viens-tu Johnny, inclut pour la première fois le duo. En 2016, la version duo de À plein cœur sort (toujours aussi confidentiellement), en CD deux titres.
Le paso doble Paso de l'abrivado accompagne la course camarguaise.

## Autour du disque
- 33 tours 25 cm Philips, référence originale : B76245R

Les quatre chansons interprétées par Johnny Hallyday sortent en :
- super 45 tours Philips 432967
- 45 tours promo 373204 : Pour moi la vie va commencer, Rien n'a changé
- 45 tours promo 373205 : Ma guitare, À plein cœur

Le 30 octobre 1963, à l'occasion de la présentation du film en avant première à l'Olympia de Paris, une édition spéciale du super 45 tours - incluant un commentaire de Ray Ventura (producteur du film) - est distribuée. Cette édition très rare du 45 tours, est édité/reproduite en CD en 2006, à l'occasion de la sortie de l'intégrale des singles d'Hallyday en Disque compact.
Pour les besoins du film, Pour moi la vie va commencer et Ma guitare, sont également enregistrées en anglais, allemand et italien.

## Titres
| 1.  | À plein cœur                              | Georges Aber        | Johnny Hallyday, Eddie Vartan     | 3:47 |
| 2.  | Arrivée en Camargue (instrumental)        |                     | Eddie Vartan, Jean-Jacques Debout | 1:24 |
| 3.  | Pour moi la vie va commencer              | Jean-Jacques Debout | Jean-Jacques Debout               | 2:13 |
| 4.  | Thème de Magali (instrumental)            |                     | Eddie Vartan                      | 1:19 |
| 5.  | Magali et Django (instrumental)           |                     | Eddie Vartan                      | 2:25 |
| 6.  | Rien n'a changé                           | Ralph Bernet        | Johnny Hallyday, Eddy Vartan      | 2:59 |
| 7.  | Chevauchée en Camargue (instrumental)     |                     | Eddie Vartan                      | 0:46 |
| 8.  | Johnny et Django (instrumental)           |                     | Ray Ventura                       | 1:18 |
| 9.  | Ma guitare                                | Jil et Jan          | Johnny Hallyday, Eddie Vartan     | 1:51 |
| 10. | Paso de l'abrivado (instrumental)         |                     | Eddie Vartan                      | 2:52 |
| 11. | Final D'où viens-tu Johnny (instrumental) |                     | Jean-Jacques Debout               | 2:12 |

## Musiciens
- Orchestre sous la direction d'Eddie Vartan titres : 1, 3, 6, 9
- Orchestres sous la direction d'Eddie Vartan  et Michel Ganot titres : 2, 4, 5, 7, 10, 11
- Titre 8 : chant gitan interprété par Manitas De Plata

## Classements hebdomadaires
| Classement (2000) | Meilleure position |
| ----------------- | ------------------ |
| France (SNEP)     | 43                 |

| Classement (2017-19)         | Meilleure position |
| ---------------------------- | ------------------ |
| Belgique (Wallonie Ultratop) | 137                |
| France (SNEP)                | 185                |